# 車輛識別號碼

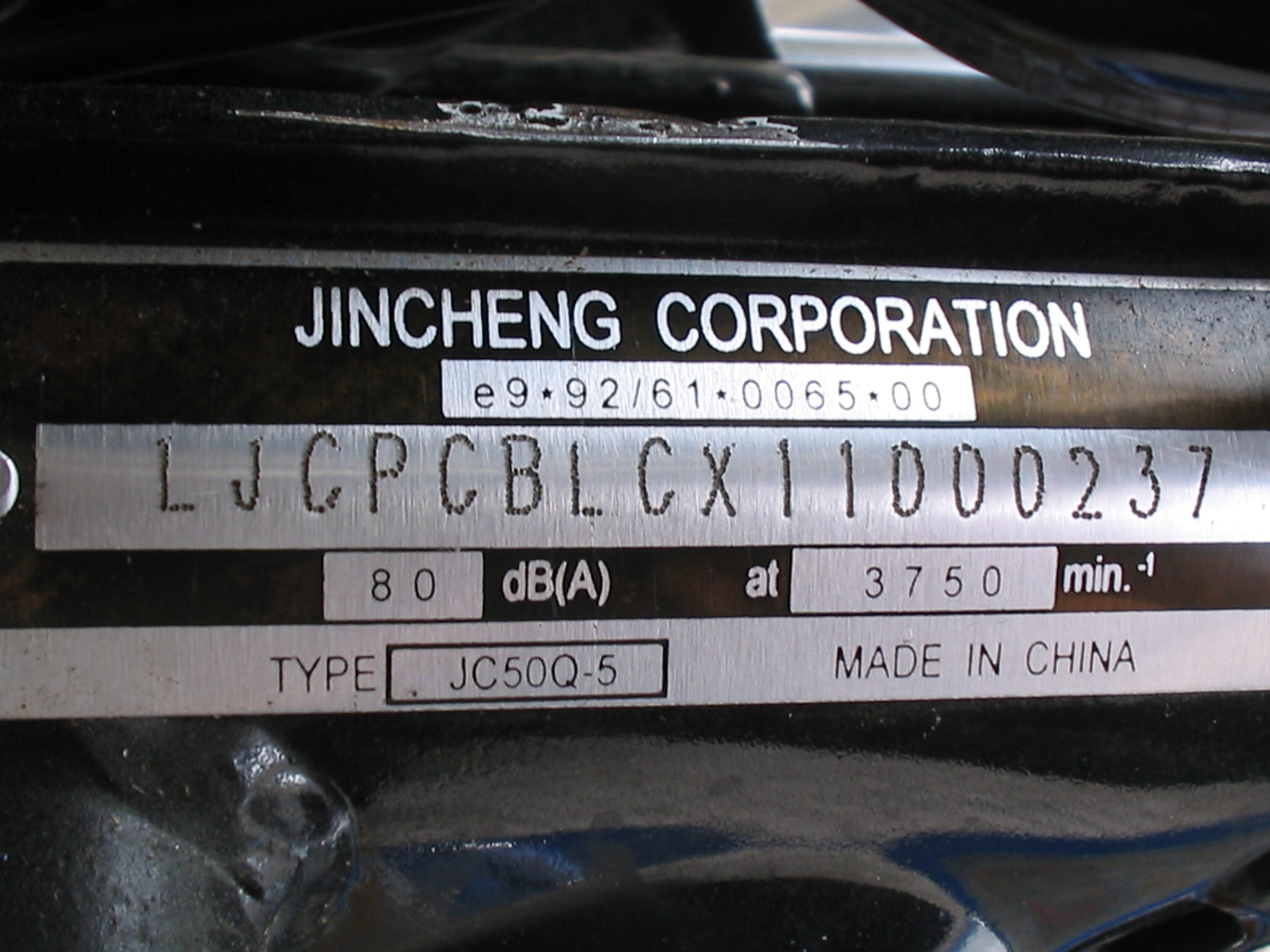
金城助力车上的车辆识别代号铭牌

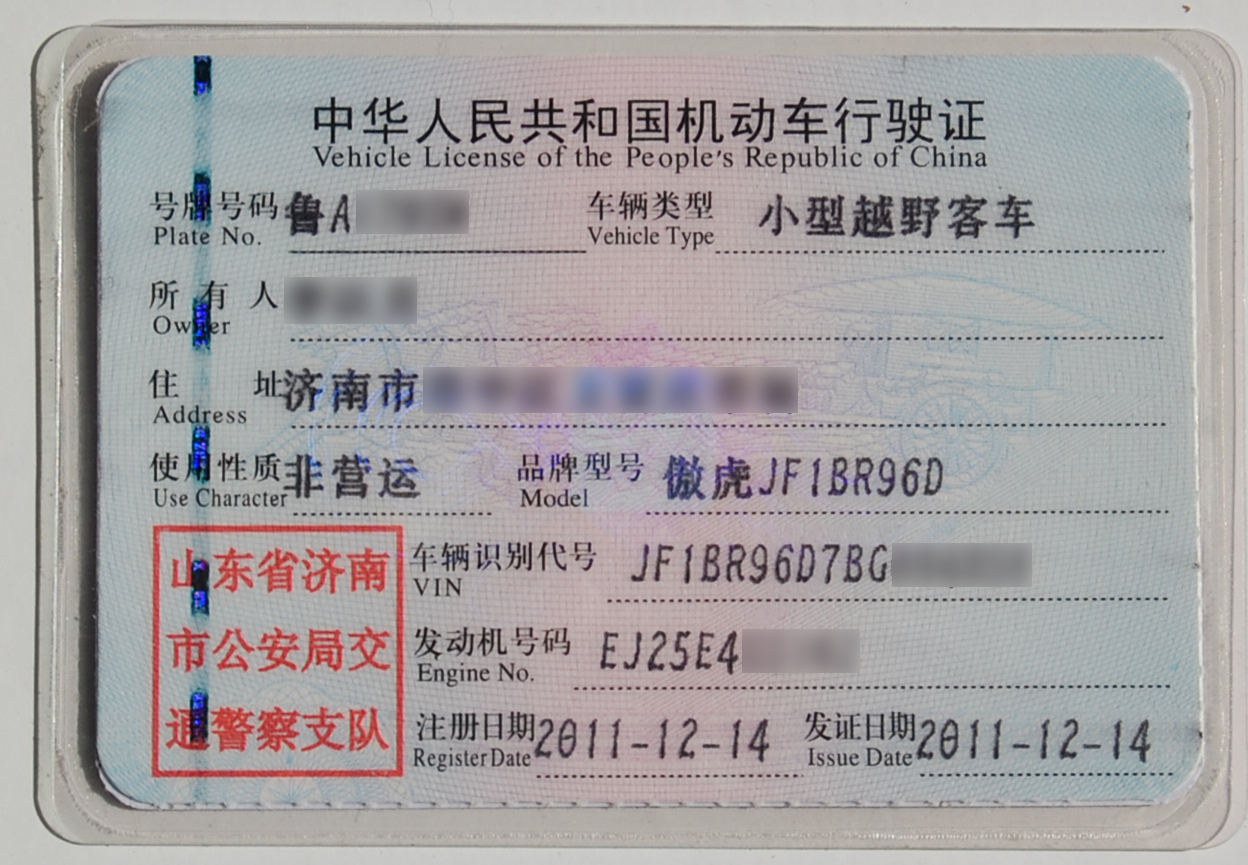
车辆识别代号会被记录在机动车的登记证件上

車輛識別號碼（英語：Vehicle Identification Number，簡稱成VIN）有时也被称为车架号或底盘号，是一組由17個英文或數字組成，可以識別汽車的生產商、引擎、底盤序號及其他性能等資料。為了避免與數字的1、0混淆，英文字母「I」、「O」、「Q」均不使用；而每組VIN皆是獨一無二的，並不會重複。

## 結構
車輛識別號碼主要有兩種制式，第一種標準是ISO 3779，是歐盟採用的標準，第二種標準是ISO 4030，主要用於北美洲，比第一種更嚴謹，但兩者仍能互相兼容。
| 標準                           | 1                 | 2                 | 3                 | 4                 | 5                 | 6                 | 7                 | 8                 | 9                 | 10                | 11                | 12                | 13                | 14                | 15                | 16                | 17                |                   |                   |                   |
| ISO 3779                       | 世界工厂代码(WMI) | 世界工厂代码(WMI) | 世界工厂代码(WMI) | 汽車特征資料(VDS) | 汽車特征資料(VDS) | 汽車特征資料(VDS) | 汽車特征資料(VDS) | 汽車特征資料(VDS) | 汽車特征資料(VDS) | 汽车识别序號(VIS) | 汽车识别序號(VIS) | 汽车识别序號(VIS) | 汽车识别序號(VIS) | 汽车识别序號(VIS) | 汽车识别序號(VIS) | 汽车识别序號(VIS) | 汽车识别序號(VIS) |                   |                   |                   |
| 欧洲或北美（产量大于500辆/年） | 世界工厂代码(WMI) | 世界工厂代码(WMI) | 世界工厂代码(WMI) | 汽車特征資料(VDS) | 汽車特征資料(VDS) | 汽車特征資料(VDS) | 汽車特征資料(VDS) | 汽車特征資料(VDS) | 核對號碼          | 生产年份          | 生产代號          | 汽车识别序號(VIS) | 汽车识别序號(VIS) | 汽车识别序號(VIS) | 汽车识别序號(VIS) | 汽车识别序號(VIS) | 汽车识别序號(VIS) | 汽车识别序號(VIS) | 汽车识别序號(VIS) |                   |
| 欧洲或北美（产量小于500辆/年） | 世界工厂代码(WMI) | 世界工厂代码(WMI) | 世界工厂代码(WMI) | 汽車特征資料(VDS) | 汽車特征資料(VDS) | 汽車特征資料(VDS) | 汽車特征資料(VDS) | 汽車特征資料(VDS) | 核對號碼          | 生产年份          | 生产代號          | 厂家代號          | 汽车识别序號(VIS) | 汽车识别序號(VIS) | 汽车识别序號(VIS) | 汽车识别序號(VIS) | 汽车识别序號(VIS) | 汽车识别序號(VIS) | 汽车识别序號(VIS) | 汽车识别序號(VIS) |

## 生產商識別碼
VIN的首三位稱為WMI（World Manufacturer Identifier），用作識別生產商的名稱及所在國家。每年生產少於500輛汽車的生產者，其VIN的第三位會使用9字，並會使用第12-14位作識別的第二部分。一些生產商會使用VIN的第三位作為汽車車種的分類，例如貨車或巴士。以瑞典沃尔沃（Volvo）出產的車輛為例，轎車使用YV1，貨車使用YV2，而巴士及客車則使用YV3。